# 7487 Toshitanaka
7487 Toshitanaka (1994 YM) là một tiểu hành tinh vành đai chính được phát hiện ngày 28 tháng 12 năm 1994 bởi T. Kobayashi ở Oizumi.